# ۱۴۵۹ (میلادی)
۱۴۵۹ (میلادی) هزار و چهارصد و پنجاه و نهمین سال تقویم میلادی است.

## درگذشتگان
‎